# Vattenflugor
Vattenflugor (Ephydridae) är en familj flugor av ordningen Diptera. 
Familjen omfattar cirka 1500 arter, små grå eller ibland blå- eller grönglänsande flugor, vars larver lever i vatten, även salthaltigt. En art, Ephydra riparia, är vanlig utefter hela Sveriges kust, där dess larver lever i små vattensamlingar på skär och klippor. Andra arters larver lever i starkt salthaltiga sjöars vatten, till exempel i Stora saltsjön i Utah, där de vissa årstider förekommer i sådana mängder, att de bildar centimeterhöga drivor vid stränderna. Nordisk familjebok skriver att flugorna insamlades där som föda av indianerna. Till vattenflugorna hör också släktet ättikflugor/fruktflugor (Drosophila) och arten oljefluga (Helaeomyia petrolei).